# Ariane Sherine
Ariane Sherine (Londra, 3 luglio 1980) è un'umorista, giornalista, drammaturga, attivista, cabarettista, attrice, cantautrice e autrice satirica britannica, che lavora principalmente nel musical e nella stand-up comedy, e nota anche al di fuori del suo Paese per l'ideazione della campagna pubblicitaria dei cosiddetti autobus atei.
Gli argomenti trattati dai suoi spettacoli e articoli sono incentrati principalmente sulla religione, la politica e la sessualità.

## Biografia
Ariane Sherine è nata a Londra nel 1980 in una famiglia di origine indiana parsi.
Lasciò la scuola a 16 anni (1996), e trascorse alcuni anni frequentando lo studio di registrazione dei Duran Duran, suonando il piano su due tracce durante le sessioni di registrazione per l'album Pop Trash.
In seguito ha terminato la scuola e si è laureata.

### Autrice
Scrittrice e sceneggiatrice televisiva, nonché giornalista, cura una rubrica periodica sul quotidiano The Guardian; vanta anche collaborazioni con l'edizione domenicale del Times  e con l'Independent.

### Giornalismo
La sua carriera giornalistica iniziò a 21 anni, recensendo album su NME ; nel 2002 giunse seconda a un concorso per nuovi sceneggiatori televisivi indetto dalla BBC; partecipò quindi alla stesura di diverse sit-com tra cui My Family e Birra e patatine, e lavorò anche per altri consorzi televisivi diversi da quello pubblico, come la CITV (la televisione dei ragazzi dell'ITV) fino al 2008, anno in cui tornò a occuparsi di giornalismo.
Ha anche studiato psicologia all'università.

### Musica
Nel 2014 fondò un gruppo comedy pop/musica elettronica, The Lovely Electric, che ha pubblicato un disco di canzoni erotico-ironiche (riedito a suo nome nel 2017), intitolato Beautiful Filth.
L'album è uscito per una piccola etichetta e fu boicottato da radio e tv a causa di testi espliciti ma ha ottenuto 4.7 stelle su 5 nel sito Amazon; è basato sugli spettacoli che Sherine portava in scena nel 2002-03, ispirate all'opera dei Monty Python, in particolare al loro album di musica demenziale ("comedy rock") Monty Python Sings. Contiene anche una canzone dedicata al politico di sinistra Jeremy Corbyn, Love Song for Jeremy Corbyn.

### Attivismo
Le sue vicende private la resero ancora più consapevole del proprio ateismo, ideando la campagna dei bus atei, in quanto irritata dal fatto che i cristiani e i musulmani minacciassero di inferno i non credenti, volessero colpire le donne nei punti più vulnerabili con le campagne pro-life, e infastidita dal fatto che descrivessero il mondo come opera di un Dio benigno, sebbene la sua vita e il mondo fossero testimonianza del contrario.

#### La campagna degli autobus atei
L'idea di lanciare una campagna con la quale propagandare un messaggio areligioso giunse verso la fine del 2008: Ariane Sherine vide un autobus di linea tappezzato con una grossa inserzione pubblicitaria a cura di una congregazione cristiano-evangelica che diffondeva l'indirizzo di un sito web «nel quale si comunicava a tutti i non cristiani che essi avrebbero trascorso l'eternità tra i tormenti dell'inferno, bruciando in laghi di fuoco»; Sherine - di padre unitariano universalista e di madre zoroastriana decise quindi di lanciare una campagna analoga, chiedendo allo scienziato Richard Dawkins uno slogan da pubblicare sulle fiancate dei mezzi pubblici di Londra.
La frase scelta fu There's probably no God: now stop worrying and enjoy life («Forse Dio non c'è: smetti di preoccupartene e goditi la vita»).
Sulla scia di quella britannica campagne analoghe furono organizzate in Spagna (Campaña Bus Ateo), Canada (Canadian Atheist Bus Campaign) e tentate in Italia, Paese in cui la concessionaria di pubblicità si rifiutò di tappezzare gli autobus di Genova, città scelta dall'Unione degli Atei e degli Agnostici Razionalisti per la prima diffusione degli slogan (successivamente un altro slogan fu altresì accettato).
Sherine ha subito minacce per questa campagna.

### Altro
Nel settembre 2009 Sherine curò The Atheist's Guide To Christmas, letteralmente «Guida atea al Natale», raccolta di scritti di personalità eterogenee accomunate solo dall'ateismo (dal citato Richard Dawkins al cantante Simon Le Bon dei Duran Duran, amico personale di Ariane) i cui proventi furono destinati alla beneficenza.
Come donna vittima di violenza, ha comunque sempre ammirato l'opera di Woody Allen come umorista ateo e nevrotico, nonostante il regista sia stato accusato di molestia sessuale sulla figlia nel 1992 e prosciolto, accusa riemersa mediaticamente nel 2014 con il #MeToo per opera di un altro figlio, Ronan Farrow.

### Filantropia
A dicembre 2013 Sherine lanciò una nuova campagna su The Guardian chiamata Give Just One Thing ("fai una cosa giusta", pressappoco), collegato a un e-book gratuito che aveva scritto chiamato Give: How to Be Happy ("Dare: come essere felici"), disponibile sul sito web givebook.co.uk. La campagna ha incoraggiato le persone a compiere solo una delle dieci azioni pratiche per migliorare il mondo, dalla firma sul registro dei donatori di organi all'organizzazione di un'iniziativa di beneficenza. Come parte della campagna, Sherine ha venduto il 50% dei suoi beni e dato il ricavato a favore dell'ente umanitario Medici Senza Frontiere.

## Vita privata
Sherine ha definito la sua infanzia "violenta" e a scuola ha subito numerosi atti di razzismo e bullismo verbale e fisico; è stata anche vittima di violenza domestica da parte dell'ex compagno, un uomo più vecchio di 10 anni, violento e con problemi mentali, come ha raccontato in un articolo del 2014; le violenze del partner le hanno causato un aborto nel 2005. A causa della travagliata vita personale, ha avuto nel 2010 un esaurimento nervoso e negli anni diverse ricadute di disturbi d'ansia (come attacchi di panico, disturbo ossessivo-compulsivo, disturbo da stress post traumatico e claustrofobia), nonché di paranoia, alimentazione incontrollata e depressione; è tuttora in terapia psicologica e psichiatrica (dal 2005). Per questi problemi è stata tre anni senza scrivere o fare spettacoli.
Ariane Sherine ha una figlia nata nel 2012, avuta dal marito da cui è separata dal 2018.

## Opere
- Ariane Sherine (a cura di), The Atheist's Guide To Christmas, London, The Friday Project Ltd., 2009, ISBN 0-00-732261-5.
- Talk Yourself Better: A Confused Person's Guide to Therapy, Counselling and Self-Help, Robinson (Little, Brown), poi Hachette, 2018, con contributi di Stephen Fry, Charlie Brooker, Dolly Alderton e altri
- How to Live to 100, Robinson (Little, Brown), 2020

## Musica
- 2014 - Beautiful Filth (con The Lovely Electric)
- 2017 - Beautiful Filth - new edition (reincisione da solista)